# Elisabeth Kurtzrock
Elisabeth Kurtzrock (geborene Knipping; * um 1565 in Bonn; † 30. Oktober 1628 in Bonn) war ein Opfer der Hexenverfolgung in Bonn.

## Leben und Vermächtnis
Elisabeth Kurtzrock war in erster Ehe mit Johann Barcholtz († 1591) verheiratet. Als Witwe heiratete sie in zweiter Ehe Johann Kurtzrock, von Beruf Schöffe und 1622 auch Bürgermeister der Stadt Bonn.
Der Schankbetrieb im Bonner Haus „Zur Blomen“, den sie seit 1615 führte, wurde nach ihrem Tod an ihre beiden Söhne vererbt. Der Betrieb war unter anderem ab 1666 im Besitz des Franz Egon von Fürstenberg-Heiligenberg. Auch heute befindet sich im selben Gebäude eine Gastwirtschaft, mit Namen „Em Höttche“.

## Prozess
Im Jahr 1628 wurde Elisabeth Kurtzrock der Hexerei bezichtigt und angeklagt. So schrieb der Pfarrer von Alfter an den Grafen Werner zu Salm: „sie ist eine hex, und taglich vermeinet man, daß sie iustificirt solle werde […].“ In Folge des Prozesses wurde sie am 30. Oktober 1628 auf dem Bonner Marktplatz verbrannt.

## Belege
1. 1 2 3 4 5  Josef Niesen: Bonner Personenlexikon. 2. Auflage. Bouvier, Bonn 2008, ISBN 978-3-416-03180-6, S. 184–185.
2. ↑  Isabel Busch: Verfolgte Frauen & Frauen im Widerstand. Katharina Curtius († 1629), Elisabeth Kurtzrock († 1628). In: Bonner Frauen(orte). Ulrike Klens, abgerufen am 4. Mai 2024 (Dokumentation [PDF; 1,1 MB; 10. Januar 2023]).

| Personendaten    | Personendaten                                                     |
| ---------------- | ----------------------------------------------------------------- |
| NAME             | Kurtzrock, Elisabeth                                              |
| ALTERNATIVNAMEN  | Knipping, Elisabeth (Geburtsname); Barcholtz, Elisabeth (Ehename) |
| KURZBESCHREIBUNG | deutsche Frau, als Hexe hingerichtet                              |
| GEBURTSDATUM     | 16. Jahrhundert                                                   |
| GEBURTSORT       | Bonn                                                              |
| STERBEDATUM      | 30. Oktober 1628                                                  |
| STERBEORT        | Bonn                                                              |